# Туркевич Володимир Зіновійович
Володи́мир Зіно́війович Турке́вич (* 9 липня 1958) — український науковець у галузі матеріалознавства, надтвердих матеріалів, академік НАН України, доктор хімічних наук, професор, Заслужений діяч науки і техніки України.
Закінчив Теплоенергетичний факультет Київського політехнічного інституту за спеціальністю «Теплофізика» (1981), доктор хімічних наук (1996), директор Інституту надтвердих матеріалів ім. В. М. Бакуля НАН України (1999), лауреат премії ім. І. М. Францевича НАН України (1999), заступник академіка-секретаря Відділення фізико-технічних проблем матеріалознавства НАН України (2004), професор, академік НАН України.

## Освіта
Вища освіта: Диплом з термофізики (1981), Київський технічний університет. 
Докторська ступінь: Кандидат наук (екв. з PhD) , з фізики (1987 р.), на тему « Термодинамічні властивості сплавів і фазових рівноваг в системах Fe-Ni, Ni-Mn, Fe-Mn і Fe-Ni-Mn ». Науковий керівник - проф. Кочержинський, Інститут фізики металів . 
Доктор технічних наук, з хімії (1996 р.), Назва «Термодинаміка фаз і фазових рівноваг в системах VII і VIII груп , 3-д перехідних металів з вуглецем при високих тисках і температурах».  Консультант - професор В. Перевертайло, Київський державний університет. 
Рівень професора: Обраний і затверджений Міністром науки і освіти України за спеціальністю матеріалознавство (2011 р.) . 
Рівень академіка: Дійсний член Національної Академії наук України. 

## Поточне положення
| Заступник академіка-секретаря відділу фізики і техніки проблеми матеріалознавства | Президія Національної академії наук України | 2004 - по теперішній час | 10% досліджень |
| Директор                                                                          | Інститут надтвердих матеріалів, м. Київ     | 2015 - по теперішній час | 20% досліджень |
| Керівник відділу                                                                  | Інститут надтвердих матеріалів, м. Київ     | 2007 - по теперішній час | 60% досліджень |
| Гість-професор                                                                    | Національний технічний університет, Київ    | 2007 - по теперішній час | 20% досліджень |

## Попередні посади та терміни призначення
| Lund University , Лунд                              | Гість-професор                 | 2011 - 2015                                                                                      |
| Національний університет України ім. Шевченка, Київ | Гість-професор                 | 2003 - 2007                                                                                      |
| Університет, Париж 13                               | Запрошений професор            | Травень 2003, квітень 2005, березень 2006, серпень 2008, листопад 2013, лютий 2016, червень 2018 |
| Університет, Париж 6                                | Запрошений професор            | Вересень 2018                                                                                    |
| NIMS, Tsukubo                                       | Відвідувач-дослідник           | Вересень 2003                                                                                    |
| JAERI, Весна-8, Харіма                              | Відвідувач-дослідник           | Жовтень 2001                                                                                     |
| Університет Падерборн                               | Відвідувач-дослідник           | Липень 1998, вересень 1999                                                                       |
| Інститут надтвердих матеріалів , м. Київ            | Провідний дослідник            | 1996 - 1999 рр                                                                                   |
| Університет Бонна                                   | Відвідувач-дослідник           | Червень-серпень 1995                                                                             |
| Інститут надтвердих матеріалів, м. Київ             | Старший науковий співробітник  | 1991 - 1996 рр                                                                                   |
| Інститут надтвердих матеріалів, м. Київ             | Вчений дослідник               | 1987 - 1991                                                                                      |
| Інститут надтвердих матеріалів, м. Київ             | Молодший науковий співробітник | 1981 - 1987                                                                                      |

## Керівництво  аспірантами
- П. Іценко . Фазові діаграми та закономірності синтезу кубічного нітриду бору в системі Mg-BN. Кандидатська дисертація. Інститут  надтвердих матеріалів, 2006.
- А. Гаран. Діаграма плавлення і закономірності кристалізації алмазу в системі Al-Ni-C при високих тисках. Кандидатська дисертація. Інститут  надтвердих матеріалів, 2007.
- А. Козирєва. Закономірності формування фаз і фазова діаграма системи B- Mg - MgO при 2 ГПа . Кандидатська дисертація. Національний університет України ім. Шевченка, 2010.
- М. Тонкошкура . Закономірності формування фаз в системі Al-BC при тиску 8 ГПа Кандидатська дисертація. Інститут  надтвердих матеріалів, 2012.
- Т. Колабиліна. Спікання алмазовмістких композитів при високих тисках з MAX-фазами. Кандидатська дисертація. Інститут  надтвердих матеріалів, 2014.
- К. Сліпченко . Спікання cBN- композитів з 3-d карбідами перехідних металів як сполучних речовин. Кандидатська дисертація. Інститут  надтвердих матеріалів, 2015.
- Ю. Румянцева . Спікання cBN- композитів з додаванням ниткоподібних кристалів різної фізико- хімічної природи. (З - супервізор В. Bushlya, LU). Інститут надтвердих матеріалів Лундського університету. 2016.
- О. Потапенко . Закономірності росту монокристалів алмазу в системі Fe-Co-C. Інститут  надтвердих матеріалів, 2016.
- Ю. Садова . GaN вирощування  при високому тиску і температурі. 2018.

Керівництво  дипломників та магістрантів = 11 (в Україні).

## Міжнародні контакти
- Університет Лунд, Швеція -           Відділ виробництва та матеріалознавства .
- Laboratoire des Sciences des Procédés et des Matériaux , CNRS, Франція -           Дослідницька група хімії високого тиску та фізики .
- Париж 6, Університет Сорбонни . -           IRD Institut de Recherche pour le Developpement
- Фрайбергський гірничо-технологічний університет, Німеччина -           Центр досліджень високого тиску Фрейберга.
- Інститут фізики високого тиску , Польща -           Лабораторія росту кристалів .
- Китайський університет наук про Землю , Пекін -           Школа матеріалознавства та техніки .

## Відзнаки, нагороди, стипендії, членство у професійних товариствах
2018 - Заслужений діяч науки і техніки України
2018 - Академік Національної Академії наук України
2017 - Головний редактор журналу «Сверхтвердые материалы» 
2015 - Голова Вченої ради Інституту надтвердих матеріалів
2012 - Державна премія України в галузі науки і техніки 
2011 - Звання професора
2009 - Член-кореспондент Національної Академії наук України
2008 - Медаль Національної Академії наук України «За наукові досягнення»
1999-2001 - Член комітету EHPRG 
1999 - Премія ім. І.Н. Францевича Національної Академії наук України

## Спеціалізація
Головне поле: Матеріалознавство 
Інші поля: Фізична хімія, фізика твердих тіл

## Сучасні наукові інтереси
Фазові перетворення під тиском, фазові рівноваги з надтвердими фазами в багатокомпонентних  системах  при високих тисках і температурах, кінетика кристалізації надтвердих фаз, спікання надтвердих композитів.

## Публікації
Більше 150 публікацій в рецензованих журналах і на конференціях,  серед них 86 публікацій індексуються  Scopus.